# Paraedwardsia sarsii
Paraedwardsia sarsii is een zeeanemonensoort uit de familie Edwardsiidae. De anemoon komt uit het geslacht Paraedwardsia. Paraedwardsia sarsii werd in 1847 voor het eerst wetenschappelijk beschreven door Dueben & Koren. 